# Paul Rozin
Paul Rozin é um professor de psicologia estadunidense, ligado à Universidade da Pensilvânia. Sua obra se concentra nas determinantes psicológicas, culturais e biológicas quanto à escolha de alimentos pelos seres humanos.

## Formação acadêmica e vida profissional
Rozin formou-se pela Universidade de Chicago em 1956 e doutorou-se em biologia e psicologia pela Universidade de Harvard em 1961. Em 1963, entrou para o departamento de psicologia da Universidade de Pensilvânia, onde em 1997 assumiu a cátedra Edmund J. e Louise W. Kahn. Também foi co-diretor do Solomon Asch Center para o Estudo de Conflitos Etnopolíticos.

## Estudos
Seus interesses correntes em ensino e pesquisa incluem: aquisição de gostos e aversões, a natureza e o desenvolvimento da crença mágica no contágio, evolução cultural do nojo, ambivalência a alimentos de origem animal, concepção leiga do risco de infecção e efeitos tóxicos de alimentos, interação de fatores morais e de saúde nas preocupações quanto a riscos, relacionamento entre os desejos de ter desejos das pessoas e os seus desejos reais (incluindo o problema da internalização), aquisição de cultura, natureza da culinária e evolução cultural.

## Obras
- Rozin, P., Haidt, J., e McCauley, C.R. (1993). Disgust. In M. Lewis e J. Haviland (Eds.), Handbook of Emotions, pp. 575-594. Nova York: Guilford.
- Rozin, P., & Nemeroff, C.J. (1990). The laws of sympathetic magic: A psychological analysis of similarity and contagion. In J. Stigler, G. Herdt e R.A. Shweder (Eds.), Cultural Psychology: Essays on comparative human development (pp. 205-232). Cambridge, Inglaterra: Cambridge.
- Rozin, P., Fischler, C., Imada, S., Sarubin, A., e Wrzesniewski, A.  (1999).  Attitudes to food and the role of food in life: Comparisons of Flemish Belgium, France, Japan and the United States.  Appetite,  33, 163-180.
- Rozin, P. (1999). Food is fundamental, fun, frightening, and far-reaching. "Social Research", 66, 9-30.
- Rozin, P., Lowery, L., Imada, S., e Haidt, J.  (1999).The CAD triad hypothesis: A mapping between three moral emotions (contempt, anger, disgust) and three moral codes (community, autonomy, divinity).  "Journal of Personality & Social Psychology", 76, 574-586